# Ochthera collina
Ochthera collina är en tvåvingeart som beskrevs av Clausen 1977. Ochthera collina ingår i släktet Ochthera och familjen vattenflugor. Inga underarter finns listade i Catalogue of Life.